# Eddie Jordan Racing
Eddie Jordan Racing var ett brittiskt racingstall som grundades av den irländske racerföraren Eddie Jordan 1980.
Stallet tävlade i Formel 3 och Formel 3000. Efter stora framgångar i Formel 3000 beslöt man att prova på Formel 1. Man bytte namn till Jordan Grand Prix och började tävla i F1 1991.

## Förare
- 1991 - Damon Hill, Vincenzo Sospiri
- 1990 - Emanuele Naspetti/Vincenzo Sospiri, Eddie Irvine, Heinz-Harald Frentzen
- 1989 - Martin Donnelly, Jean Alesi/Rickard Rydell
- 1988 - Alessandro Santin/Martin Donnelly/Thomas Danielsson, Johnny Herbert/Paolo Barilla
- 1987 - Tomas Kaiser
- 1986 - Russell Spence/Kenny Acheson/Tommy Byrne/Jan Lammers/Bernard Santal, Thierry Tassin/Pierre Chauvet/Alessandro Santin/Ross Cheever/Claudio Langes
- 1985 - Thierry Tassin